# واسیل کارداش
واسیل کارداش (اوکراینی: Василь Ярославович Кардаш؛ زادهٔ ۱۴ ژانویهٔ ۱۹۷۳) بازیکن فوتبال اهل اتحاد جماهیر شوروی سوسیالیستی است.
از باشگاه‌هایی که در آن بازی کرده‌است می‌توان به باشگاه فوتبال آرسنال کی‌یف، باشگاه فوتبال چورنومورتس اودسا، باشگاه فوتبال دینامو کی‌یف، باشگاه فوتبال مکابی حیفا، و باشگاه فوتبال کارپاتی لویو اشاره کرد.
وی همچنین در تیم‌های ملی فوتبال زیر ۲۱ سال اوکراین و اوکراین بازی کرده‌است.